# Dasylophia maxtla
Dasylophia maxtla är en fjärilsart som beskrevs av William Schaus 1892. Dasylophia maxtla ingår i släktet Dasylophia och familjen tandspinnare. Inga underarter finns listade i Catalogue of Life.